# Aglajidae

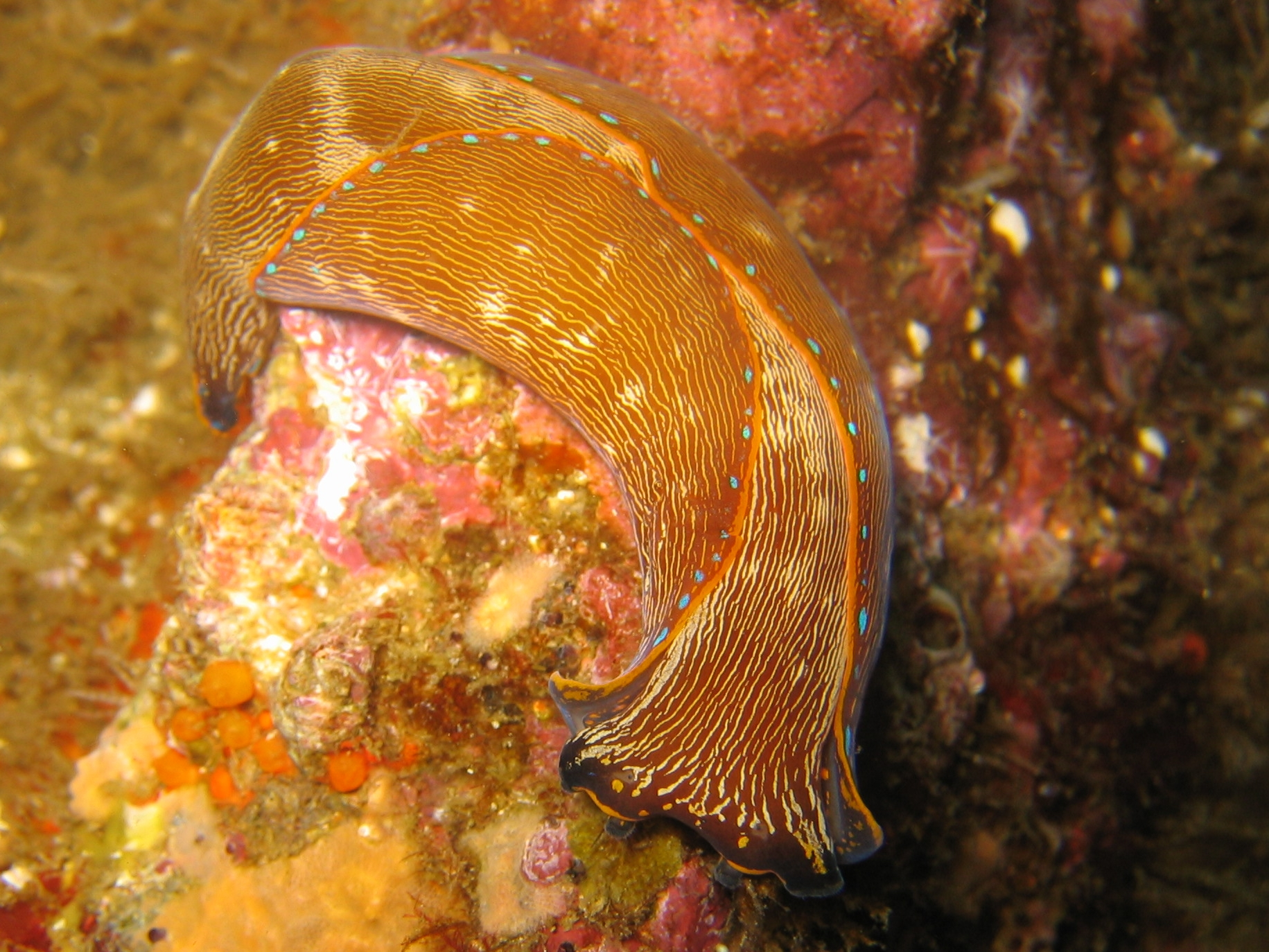
Navanax inermis

Aglajidae é uma família de gastrópodes pertencentes à ordem Opisthobranchia.

## Taxonomia
- Gênero Aglaja
  - Aglaja felis
  - Aglaja ocelligera
  - Aglaja orientalis
- Gênero Chelidonura
  - Chelidonura africana
  - Chelidonura amoena
  - Chelidonura berolina
  - Chelidonura electra
  - Chelidonura flavolobata
  - Chelidonura fulvipunctata
  - Chelidonura hirundinina
  - Chelidonura inornata
  - Chelidonura livida
  - Chelidonura orchidaea
  - Chelidonura pallida
  - Chelidonura philinopsis
  - Chelidonura punctata
  - Chelidonura sabadiega
  - Chelidonura sandrana
  - Chelidonura tsurugensis
  - Chelidonura varians
- Gênero Melanochlamys
  - Melanochlamys cylindrica
  - Melanochlamys diomedea
  - Melanochlamys ezoensis
  - Melanochlamys lorrainae
  - Melanochlamys queritor
  - Melanochlamys seurati
- Gênero Navanax
  - Navanax aenigmaticus
  - Navanax inermis
  - Navanax polyalphos
- Gênero Odontoglaja
  - Odontoglaja guamensis
- Gênero Philinopsis
  - Philinopsis aeci
  - Philinopsis cyanea
  - Philinopsis depicta
  - Philinopsis gardineri
  - Philinopsis gigliolii
  - Philinopsis lineolata
  - Philinopsis pilsbryi
  - Philinopsis reticulata
  - Philinopsis speciosa
  - Philinopsis taronga
  - Philinopsis troubridgensis
  - Philinopsis virgo